# ATP Finals 2023 - Singolare
Il torneo singolare delle ATP Finals 2023, nell'ambito dell'ATP Tour 2023, si è giocato dal 12 al 19 novembre 2023 a Torino, in Italia. Tra i partecipanti figurava Novak Đoković, detentore del titolo, il quale si è confermato campione per la settima volta, battendo in finale Jannik Sinner con il punteggio di 6-3, 6-3.

## Teste di serie
1. Novak Đoković (campione)
2. Carlos Alcaraz (semifinale)
3. Daniil Medvedev (semifinale)
4. Jannik Sinner (finale)

1. Andrej Rublëv (round robin)
2. Stefanos Tsitsipas (round robin, ritirato)
3. Alexander Zverev (round robin)
4. Holger Rune (round robin)

### Riserve
1. Hubert Hurkacz (round robin)

1. Taylor Fritz (non ha giocato)

## Tabellone

### Legenda
| - Q = Qualificato - WC = Wild card - LL = Lucky loser | - ALT = Alternate - SE = Special Exempt - PR = Protected Ranking | - w/o = Walkover - r = Ritirato - d = Squalificato |

### Parte finale
|  | Semifinali | Semifinali      | Semifinali     | Semifinali | Semifinali |  |  | Finale | Finale        | Finale        | Finale | Finale |  |
|  |            |                 |                |            |            |  |  |        |               |               |        |        |  |
|  | 4          | Jannik Sinner   | 6              | 64         | 6          |  |  |        |               |               |        |        |  |
|  | 3          | Daniil Medvedev | 3              | 7          | 1          |  |  | 4      | Jannik Sinner | Jannik Sinner | 3      | 3      |  |
|  | 2          | Carlos Alcaraz  | Carlos Alcaraz | 3          | 2          |  |  | 1      | Novak Đoković | Novak Đoković | 6      | 6      |  |
|  | 1          | Novak Đoković   | Novak Đoković  | 6          | 6          |  |  |        |               |               |        |        |  |

### Gruppo Verde
|     |                                   | Đoković                       | Sinner                  | Tsitsipas Hurkacz             | Rune                     | RR V-P  | Set V-P             | Game V-P               | Classifica |
| 1   | Novak Đoković                     |                               | 5-7, 7-6(5), 6(2)-7     | 7-6(1), 4-6, 6-1 (w/ Hurkacz) | 7-6(4), 6(1)-7, 6-3      | 2-1     | 5-4 (56%)           | 54-49 (52%)            | 2          |
| 4   | Jannik Sinner                     | 7-5, 6(5)-7, 7-6(2)           |                         | 6-4, 6-4 (w/ Tsitsipas)       | 6-2, 5-7, 6-4            | 3-0     | 6-2 (75%)           | 49-39 (56%)            | 1          |
| 6 9 | Stefanos Tsitsipas Hubert Hurkacz | 6(1)-7, 6-4, 1-6 (w/ Hurkacz) | 4-6, 4-6 (w/ Tsitsipas) |                               | 1-2, rit. (w/ Tsitsipas) | 0-2 0-1 | 0-4 (0%)† 1-2 (33%) | 8-12 (40%) 13-17 (43%) | X 4        |
| 8   | Holger Rune                       | 6(4)-7, 7-6(1), 3-6           | 2-6, 7-5, 4-6           | 2-1, rit. (w/ Tsitsipas)      |                          | 1-2     | 4-4 (50%)           | 29-36 (45%)            | 3          |

† Seguendo le regole dell'ATP, il ritiro di Tsitsipas contro Rune è stato conteggiato come una sconfitta in due set nel determinare la classifica del round robin.

La classifica viene stilata in base ai seguenti criteri: 1) Numero di vittorie; 2) Numero di partite giocate; 3) Scontri diretti (in caso di due giocatori pari merito); 4) Percentuale di set vinti o di game vinti (in caso di tre giocatori pari merito); 5) Ranking ATP

### Gruppo Rosso
|   |                  | Alcaraz         | Medvedev    | Rublëv   | Zverev           | RR V-P | Set V-P   | Game V-P    | Classifica |
| 2 | Carlos Alcaraz   |                 | 6-4, 6-4    | 7-5, 6-2 | 7-6(3), 3-6, 4-6 | 2-1    | 5-2 (71%) | 39-33 (54%) | 1          |
| 3 | Daniil Medvedev  | 4-6, 4-6        |             | 6-4, 6-2 | 7-6(7), 6-4      | 2-1    | 4-2 (67%) | 33-28 (54%) | 2          |
| 5 | Andrej Rublëv    | 5-7, 2-6        | 4-6, 2-6    |          | 4-6, 4-6         | 0-3    | 0-6 (0%)  | 21-37 (36%) | 4          |
| 7 | Alexander Zverev | 6(3)-7,6-3, 6-4 | 6(7)-7, 4-6 | 6-4, 6-4 |                  | 2-1    | 4-3 (57%) | 40-35 (53%) | 3          |

La classifica viene stilata in base ai seguenti criteri: 1) Numero di vittorie; 2) Numero di partite giocate; 3) Scontri diretti (in caso di due giocatori pari merito); 4) Percentuale di set vinti o di game vinti (in caso di tre giocatori pari merito); 5) Ranking ATP